# Voloca, Vijnița
Voloca, întâlnit și sub forma Voloca pe Ceremuș (în ucraineană Волока, transliterat Voloka și în germană Woloka/Cz.) este un sat în raionul Vijnița din regiunea Cernăuți (Ucraina), depinzând administrativ de orașul Vășcăuți. Are 486 locuitori, preponderent ucraineni (ruteni).
Satul este situat la o altitudine de 299 metri, în partea de nord-est a raionului Vijnița, în apropiere de orașul Vașcăuți.

## Istorie
Localitatea Voloca a făcut parte încă de la înființare din regiunea istorică Bucovina a Principatului Moldovei. 
După cum afirmă cronicarul moldovean Ion Neculce (1672-1745) în lucrarea sa O samă de cuvinte: Când au aședzat pace Ștefan-vodă cel Bun cu leșii, fiind Ion Tăutul logofăt mare, l-au trimis sol la leși. Și au dăruit craiul leșescu Tăutului aceste sate la margine: Câmpul Lungu rusescu, Putila, Răstoaceli, Vijnița, Ispasul, Milie, Vilavce, Carapciul, Zamostie, Vascăuții, Voloca. Toate acestea le-au dăruit craiul leșescu Tăutului logofătului. Și au pus hotar apa Cirimușul, întru o duminică dimineața. 
După anexarea Bucovinei de către Imperiul Habsburgic în anul 1775, localitatea Voloca a făcut parte din Ducatul Bucovinei, guvernat de către austrieci, făcând parte din districtul Stăneștii de Jos (în germană Unterstanestie). 
După Unirea Bucovinei cu România la 28 noiembrie 1918, satul Voloca a făcut parte din componența României, în Plasa Ceremușului a județului Storojineț. Pe atunci, majoritatea populației era formată din ucraineni, existând și o comunitate de români. În perioada interbelică, funcționa în sat o filială a Societății mazililor și răzeșilor moldoveni .
Ca urmare a Pactului Ribbentrop-Molotov (1939), Bucovina de Nord a fost anexată de către URSS la 28 iunie 1940, reintrând în componența României în perioada 1941-1944. Apoi, Bucovina de Nord a fost reocupată de către URSS în anul 1944 și integrată în componența RSS Ucrainene. 
Începând din anul 1991, satul Voloca face parte din raionul Vijnița al regiunii Cernăuți din cadrul Ucrainei independente. Conform recensământului din 1989, numărul locuitorilor care s-au declarat români plus moldoveni era de 2 (0+2), adică 0,35% din populația localității . În prezent, satul are 486 locuitori, preponderent ucraineni.

## Demografie
Componența lingvistică a localității Voloka
     Ucraineană (99,38%)
     Alte limbi (0,41%)
Conform recensământului din 2001, majoritatea populației localității Voloka era vorbitoare de ucraineană (99,38%), existând în minoritate și vorbitori de alte limbi.
1989: 579 (recensământ)
2007: 486 (estimare)

### Recensământul din 1930
Componența etnică a comunei Voloca (județul Storojineț)
     Români (6,76%)
     Ruteni (91,6%)
     Altă etnie (1,64%)
Componența confesională a comunei Voloca
     Ortodocși (98,47%)
     Altă religie (1,53%)
Conform recensământului efectuat în 1930, populația comunei Voloca se ridica la 917 locuitori. Majoritatea locuitorilor erau ruteni (91,6%), cu o minoritate de români (6,76%). Alte persoane s-au declarat: polonezi (6 persoane) și evrei (9 persoane). Din punct de vedere confesional, majoritatea locuitorilor erau ortodocși (98,47%). Alte persoane au declarat: romano-catolici (5 persoane) și mozaici (9 persoane).

## Obiective turistice
- Biserica de lemn cu hramul "Sf. Nicolae" - construită în anul 1783; are și o clopotniță de lemn din aceeași perioadă [5]